# 北九州市立年長者研修大学校
北九州市立年長者研修大学校（きたきゅうしゅうしりつねんちょうしゃけんしゅうだいがっこう）とは、北九州市にある高齢者を対象とした研修施設である。

## 概要
高齢者の為の生涯学習や心と体の健康づくりの拠点であると共に、地域活動のリーダーを養成している。また生涯現役を応援する為に、40代や50代への研修を行っている。
- 周望学舎

小倉市の送水の拠点があった「水道山」と呼ばれる高台にある。この展望と、年長者が視野も大きく広く持てるようにという思いを込めて「周望学舎」と命名された。
- 穴生学舎

高齢者の学習ニーズが高まり、内容も多様化した為に「周望学舎」に続く新たな拠点として八幡西区に設置された。
- 穴生ドーム

高齢者をはじめとした市民の健康作りや交流、スポーツ振興の拠点として建設された。北九州市で初めてのドーム式グラウンドで、大空を飛ぶパラグライダーをイメージして作られている。

## 沿革
- 1979年（昭和54年）   「周望学舎」が開校。当初は一般コースのみであった。
- 1980年（昭和55年）  「年長者ボランティア銀行が開設される。校章・校歌が決定される。
- 1988年（昭和63年）  「おばあちゃん大学」が開講する。
- 1990年（平成2年）  50代を対象とした「実年学講座」が開講する。
- 1992年（平成4年）  同窓会が発足する。
- 1994年（平成6年）  姉妹校である「穴生学舎」、体育施設「穴生ドーム」が完成する。
- 1999年（平成11年） 40～50代に対する老後準備講座「ワン・ツウ・ジャンプ」が開講する。
- 2002年（平成14年）  別館が竣工
- 2003年（平成15年） 「シニアカレッジ」（後述）が開講する。

## 教育課程
- 一般コース

地域づくり、健康スポーツ、暮らしと環境等のコースがある。
- 実技コース

写真、絵画、英会話等のコースがある。
- 短期コース

大学の講座を受けられる「シニアカレッジ」とパソコン講座がある。

## 所在地
- 周望学舎 小倉北区新高田2丁目29-1

- 穴生学舎 八幡西区鉄竜1丁目5-1
- 穴生ドーム 八幡西区鉄竜1丁目5番2号